# Amir Chosrou Dehlawi
Amir Chosrou Dehlawi, pers. امیر خسرو دهلوی, właśc. Naser ad-Din Abol-Hasan Amir Chosrou Dehlawi, zw. Tuti-e Hind, czyli „Paw Indii” (ur. 1253 w Patiyali, zm. 1325 w  Delhi) – największy indoperski poeta epoki sułtanatów, którego dzieła stanowią najpełniejszy zachowany jednostkowy wyraz średniowiecznej cywilizacji indomuzułmańskiej.
Do jego największych osiągnięć zalicza się twórczość naśladującą Chamse Nezamiego oraz historyczną epikę w formie masnawi, mającą charakter panegiryczny w stosunku do jego sułtańskich patronów. Był znany także ze swojej przyjaźni z sufickim mistrzem tarikatu czisztijja Nezam ad-Dinem Auliją (zm. 1325), u którego stóp został pochowany. Jego poezja i proza są kopalnią wiadomości na temat współczesnych mu Indii. Ze względu na wyrafinowany styl uważa się go za prekursora właściwego stylu indyjskiego, powstałego trzysta lat późnej. Mimo że w swojej poezji często używał słów pochodzących z hindi, stał się sławny i był czytany nie tylko w Indiach, ale całym świecie perskojęzycznym.

## Życiorys

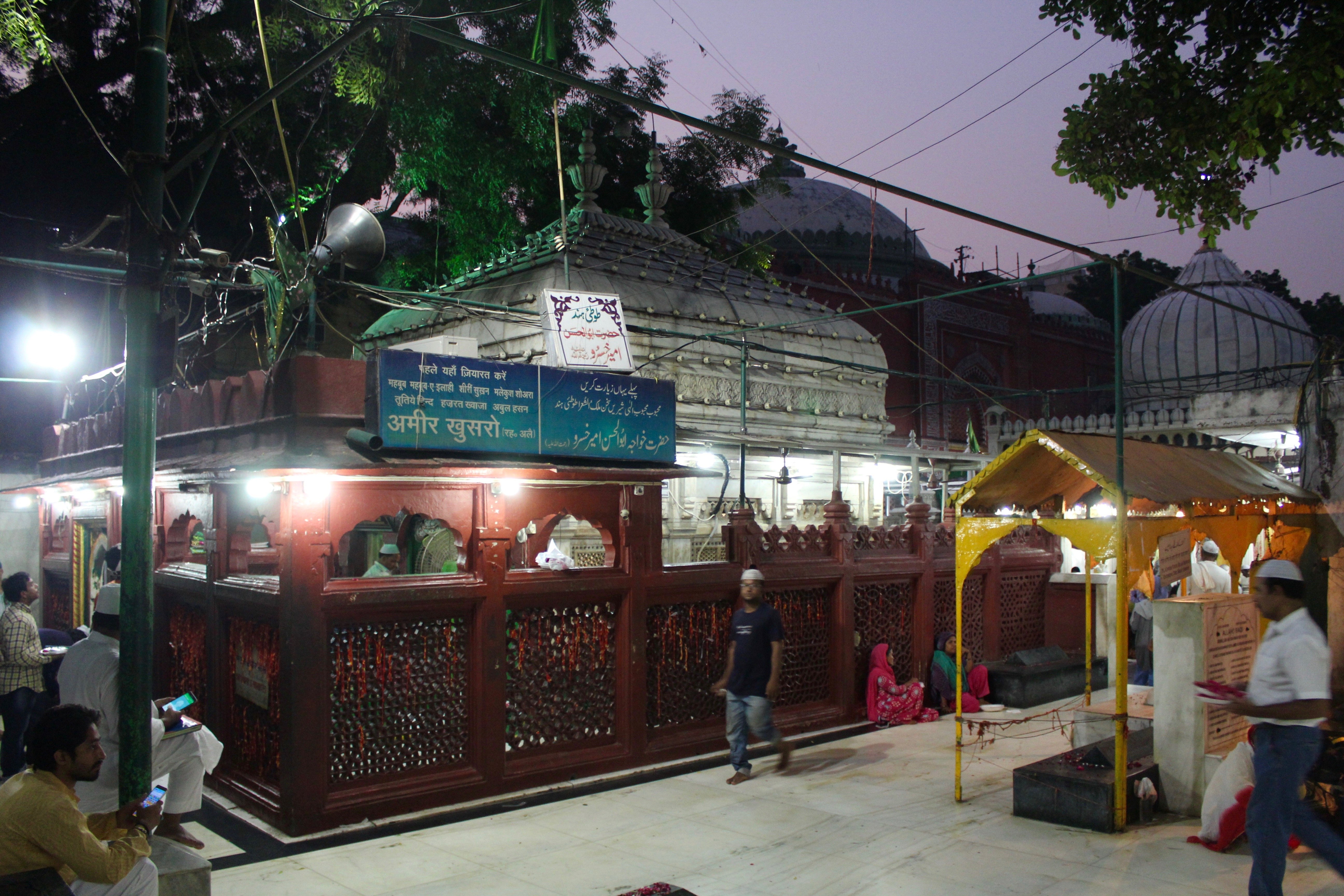
Grobowiec Amira Chosrou w Delhi

Był synem tureckiego oficera armii Sułtanatu Delhijskiego Sajf ad-Dina Mahmuda oraz córki sułtańskiego mistrza musztry Emada ad-Doule. Jego ojciec zmarł, gdy miał osiem lat i od tej pory znajdował się pod opieką dziadka ze strony matki, który wspierał go w pierwszych próbach poetyckich. Jego poetyckim mistrzem był Szehab ad-Din Mahmera Bada’uni, który pisał panegiryki i poezję religijną. Po śmierci dziadka Amir Chosrou wstąpił na służbę u rodziny sułtana Balbana (1265–1287) i towarzyszył jego synowi Bughra-chanowi (1287–1291) w podróży do Bengalu. Po powrocie do Delhi jego patronem został najstarszy syn Balbana, Muhammad Ka’an Malik, który zginął w bitwie z Mongołami w 1284. Amir Chosrou dostał się wówczas do niewoli, z której jednak udało mu się uciec. Związał się wówczas z Hatem Chanem, który w 1287 został namiestnikiem Awadhu. Po dwóch latach poprosił swojego patrona o zgodę na powrót do Delhi, gdzie został nadwornym poetą Firuz Szaha (1290–1296).
Był faworytem zarówno Firuz Szaha, jak i jego mordercy Ala ad-Dina Chaldżiego (1296–1315), za których rządów napisał większość swoich dzieł. Pozostał dworskim poetą kolejnych sułtanów aż do swojej śmierci w 1325. Począwszy od 1272 był związany z sufickim mistrzem tarikatu czisztijja Nezam ad-Dinem Auliją (zm. 1325), któremu poświęcił wiele swoich wierszy. Zmarł wkrótce po swoim mistrzu i został pochowany u jego stóp w grobowcu, który do dzisiaj jest odwiedzany przez wielu ludzi. Z okazji 700-lecia jego urodzin w 1975 (data wybrana w sposób umowny) Indie, Pakistan i ZSRR zwołały krajowe i międzynarodowe konferencje.

## Twórczość
Amir Chosrou był niezwykle płodnym autorem, któremu łatwość pisania pozwoliła na stworzenie dzieł należących do wielu gatunków poezji i prozy. Swój pierwszy dywan poezji Tochfat as-seghar wydał już w wieku około dwudziestu lat. Będąc także muzykiem i uczonym, z łatwością naśladował różne style poezji powstałe w Iranie, począwszy od wyszukanych kasyd Chaghaniego aż po Chamse Nezamiego. Szczególnie ważny był jego wkład w rozwój ghazalu, jak dotąd niezbyt używanego w Indiach, w którym to gatunku wzorem dla niego był Sadi. Znajomość arabskiego, perskiego, tureckiego i hindi pozwalała mu na egzotyczne gry słowne i inne literackie sztuczki, które były charakterystyczne dla jego wyrafinowanego stylu.

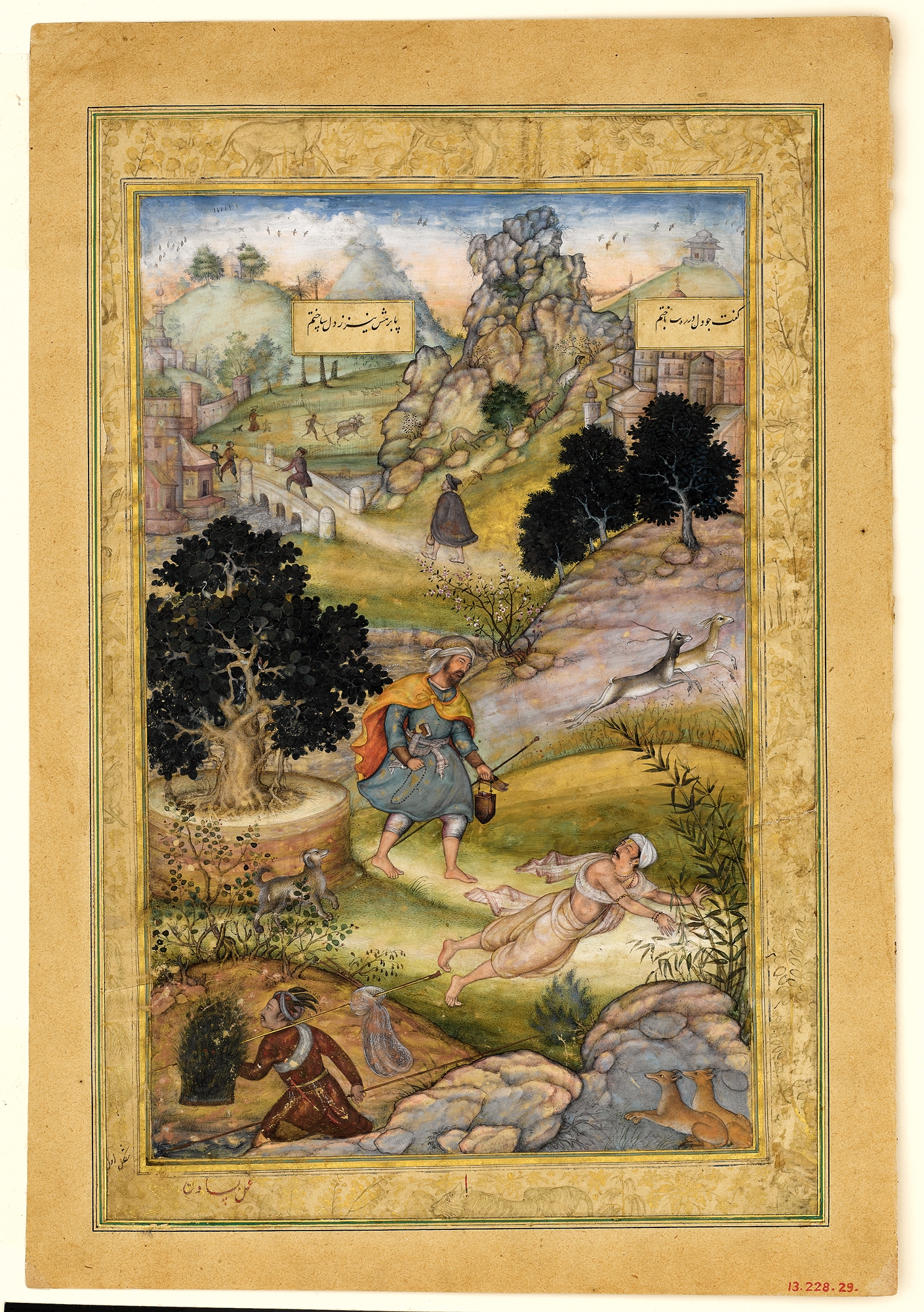
Muzułmański pielgrzym pobiera lekcję pobożności od bramina, który płynie ku swojemu bóstwu. Basawan, miniatura w rękopisie Chamse Amira Chosrou sporządzonym pod patronatem Akbara (1556-1605) w latach 1597-1598. Zbiory Metropolitan Museum of Art

Pomiędzy 1298 a 1301 napisał utwór naśladujący Chamse Nezamiego, który, chociaż nie osiąga subtelności i głębi oryginału, posiada niewątpliwie inne walory, takie jak angażująca narracja, lekki ton oraz poetycki artyzm. Amir Chosrou dokonał zmian w niektórych epizodach, motywacjach bohaterów i języku pierwowzoru. Znikły filozoficzna głębia i społeczny wymiar poezji Nezamiego, ale właśnie to obniżenie poziomu na tym polu, przy jednoczesnym pójściu w kierunku większego wyrafinowania języka, było zgodne z gustem epoki. Nezami pisał swoją Chamse przez pół swojego życia i już sam ten fakt wyjaśnia, czemu Amir Chosrou nie mógł doścignąć oryginału, chociaż zdarzały się okresy w literackiej historii, gdy krytycy przyznawali mu pierwszeństwo. Jego Chamse jest niemal o połowę krótsza od dzieła Nezamiego. Chamse Amira Chosrou była czytana i naśladowana tak samo często jak pierwowzór, m.in. przez Dżamiego, Nawojego i Maktabiego. Ze względu na bogactwo przedstawianych historii była także często ilustrowana.
Ważniejszy był jednak wkład Amira w rozwój innego rodzaju poezji – historycznej epiki, uprawianej w ramach gatunku masnawi, w której porzucił tradycyjne tematy zaczerpnięte z baśni lub mitu na rzecz śmiałego historycznego i lokalnego realizmu. Pierwszym z tego rodzaju utworów było Gheran as-sadajn (Koniunkcja dwóch szczęśliwych gwiazd) z 1289, napisane na zlecenie Kajkubada (1287–1290) i opisujące rywalizację o tron sułtana i jego ojca, Bughra-chana, aż do ich ostatecznego pojednania. By uniknąć monotonii, Amir Chosrou przeplatał partie narracyjne ghazalami i opisami przyrody, co miało się stać charakterystyczną cechą także innych jego dzieł z tej grupy. Krytycy uważają Gheran as-sadajn za najlepsze z jego masnawi. Powstałe dwa lata później Meftah al-fotuh (Klucz do zwycięstw) było poświęcone czterem zwycięstwom Firuz Szaha i skupiało się na historycznej wierności. Prawdopodobnie najsłynniejszym z historycznych poematów Amira Chosrou jest Dowalrani Chazer Chan albo Aszika, będący historią miłości syna Ala ad-Dina Chaldżiego Chezr-chana i radźpuckiej księżniczki, rozbudowaną po tragicznej śmierci księcia w więzieniu w Gwalijar w 1315. Noh sepehr (Dziewięć sfer) z 1318 opiewało zwycięstwa Mubarak Szaha (1316–1320), przy czym charakteryzowało się szczególnie kunsztowną budową – dziewięć sfer niebieskich tradycyjnej astronomii reprezentowało dziewięć różnych metrów poematu. Miał on wyjątkowy charakter także ze względu na zawarte w nim opisy kultur, zwyczajów, świąt i języków, które sprawiły, że jest doskonałym źródłem wiedzy na temat średniowiecznych Indii. Toghlok-name zostało napisane pod koniec życia poety na zlecenie sułtana Toghlaka (1320–1325) i było poświęcone z kolei jego osiągnięciom.
Amir Chosrou był także autorem dzieł prozatorskich, z których najważniejszym było Edżaz-e Chosrawi (ukończone w 1319), poświęcone różnym zagadnieniom z zakresu stylu i retoryki oraz epistolografii, wraz z przykładami listów. Ukazuje ono w pełni filologiczny talent autora. Chaza’en al-fotuh (1311) (nazywane czasami Tarich-e Ala'i) opisuje podboje Ala ad-Dina Chaldżiego. Afdal al-fawa’id jest zbiorem powiedzeń Nezam ad-Dina Auliji.
Kwestia autentyczności przypisywanych Chosrou fragmentów poezji w hindi pozostaje nierozstrzygnięta, niemniej jego sprawność w posługiwaniu się tym językiem nie ulega wątpliwości, świadczą bowiem o niej choćby wspomniane wyżej wtręty zawarte w jego perskich dziełach. Był opiewany jako twórca „hindustańskiej” muzyki, co może być prawdą, jednak żadne z jego dzieł w tym zakresie nie zachowało się. Niemniej muzykalność wielu jego ghazali sprawiła, że były i są one często wykonywane przez różnych muzyków. Bertels nazywał jego styl „upudrowanym”. Poeta może być uważany za prekursora właściwego stylu indyjskiego, powstałego trzysta lat później.
Amir Chosrou był typowym poetą dworskim i chociaż jego dzieła zawierają ogrom wiadomości na temat współczesnych mu Indii, to należy do nich podchodzić krytycznie, bo nawet gdy jego utwory mają charakter na pozór historyczny, to ważniejsze niż fakty jest dla niego sprostanie swoim poetyckim ideałom i zadowolenie patrona. Mimo że używał wielu słów w hindi, stał się sławny i był czytany w całym świecie perskojęzycznym.